# راميل أسوبوف
راميل إدريس أغلو أسوبوف - (بالأذربيجانية: Ramil Usubov) - (ديسمبر، عام 1948، خوجالي، جمهورية أذربيجان الاشتراكية السوفيتية) وزير الداخلية السابق لجمهورية أذربيجان - وزارة الشؤون الداخلية لجمهورية أذربيجان (1994-2019), كولونيل عام لشرطة.

## حياته
ولد راميل إدريس أغلو أسوبوف في 22 ديسمبر، عام 1948, في ناحية خوجالي. تخرج راميل أسوبوف من مدرسة الشرطة الثانوية الخاصة في باكو إسمه ن.ريزاييف في 1973, ومن أكاديمية وزارة الداخلية لاتحاد الجمهوريات الاشتراكية السوفياتية في 1980. خدم في صفوف القوات المسلحة الأذربيجانية.
متزوج، لديه ثلاث أطفال.

## المسئوليات والوظائف
- منذ عام 1970 عمل وخدم في هيئات الداخلية.
- في عام 1975, كان رئيسا قسم التحقيقات الجنائية لإدارة الشرطة في ناحية شوشا.
- منذ عام 1980 حتى 1984إشتغل كنائب رئيس لإدارة الداخلية في مرتفعات قرة باغ لجمهورية أذربيجان.
- ومن 1984 حتى 1987 عمل كرئيس قسم الشرطة في مدينة شروان (مدينة).
- من عام 1987 حتى 1989 تم تعيينه وزيرًا للداخلية في جمهورية نخجوان الذاتية.
- في 1993, 11 أغسطس تم تعيينه وزيرًا للداخلية في جمهورية نخجوان الذاتية، بموجب مرسوم رئيس المجلس العالي في جمهورية نخجوان الذاتية.
- في 29 أبريل عام 1994, تم تعيينه وزيرًا للداخلية في جمهورية أذربيجان، بموجب مرسوم رقم 140 لرئيس جمهورية أذربيجان.
- وفي1994, 3 مايو، حصل على رتبة عسكرية لواء (رتبة عسكرية) بموجب مرسوم رئيس جمهورية أذربيجان.
- في 1995, في 26 ديسمبر حصل على رتبة عسكرية فريق (رتبة عسكرية).
- في عام 2012, 15 يناير حصل على رتبة عسكرية كولونيل عام.
- في 20 يونيو لعام 2019، تم فصله من منصب وزير الداخلية لجمهورية أذربيجان وفي نفس التاريخ تم تعيين سكرتيرا لمجلس الأمن برئاسة رئيس جمهورية أذربيجان.

## جوائزه
- حصل على جائزة «علم أذربيجان» بموجب مرسوم لرئيس جمهورية أذربيجان في 24 ديسمبر، عام 1998.
- في عام 2009، حصل على وسام «الضابط الكبير» بموجب مرسوم رئيس بولندا، للخدمات البارزة في تطوير العلاقات بين البلدين - أذربيجان وبولندا.
- تم منح بوسام «لأجل خدماته الوطن» درجة الأولى، للخدماته الخاصة في مجال مكافحة الجريمة في جمهورية أذربيجان، وضمان السلامة العامة والنظام في الجمهورية، وبمناسبة الذكرى اليوبيل المئة من الشرطة الأذربيجانية.[4]

## رتبته
- رتبة عسكرية لواء (رتبة عسكرية) - عام 1994
- رتبة عسكرية فريق (رتبة عسكرية)- عام 1995
- رتبة عسكرية كولونيل عام - عام 2012